# Passalus convexus
Passalus convexus là một loài bọ cánh cứng trong họ Passalidae. Loài này được Dalman miêu tả khoa học năm 1817.